# Brigitte Yagüe
Brigitte Yagüe Enrique (ur. 15 marca 1981 w Palma de Mallorca) – hiszpańska zawodniczka taekwondo, wicemistrzyni olimpijska, trzykrotna mistrzyni świata, czterokrotna mistrzyni Europy.
Srebrna medalistka igrzysk olimpijskich w Londynie w 2012 roku. Sześciokrotna medalistka mistrzostw świata, w tym trzykrotna mistrzyni (2003, 2007, 2009) w kategorii do 49 kg. Sześciokrotna medalistka mistrzostw Europy, w tym czterokrotna mistrzyni (1998, 2002, 2004, 2008).